# 두우항

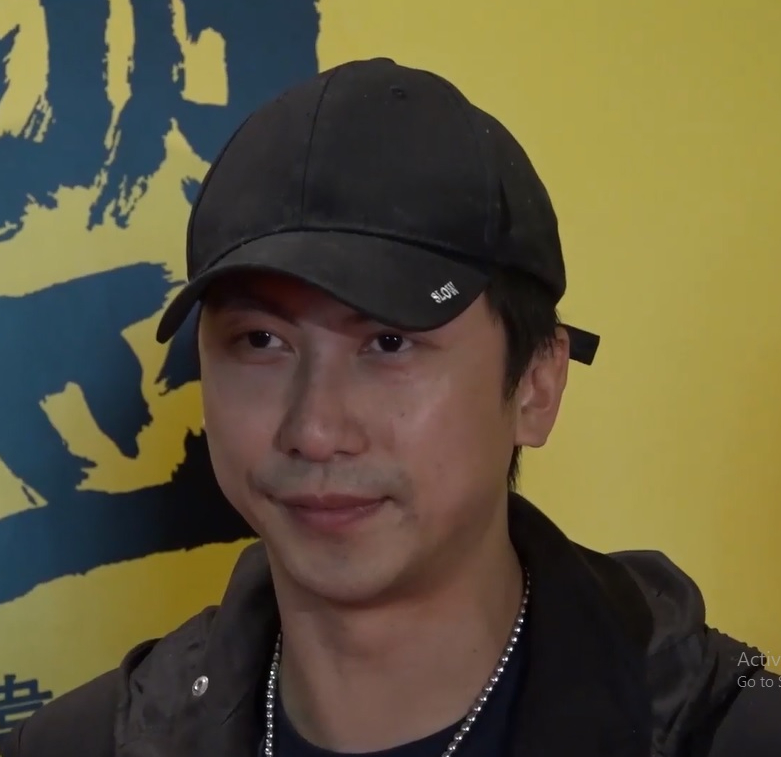

두우항(杜宇航, 1981년 1월 1일 ~ )은 홍콩의 배우이다.

## 주요 이력
홍콩에서 출생하였으며 지난날 한때 중화인민공화국 광둥 성 포산에서 잠시 유아기를 보낸 적이 있는 그는 훗날 2007년에 본격 영화배우 데뷔하였다.

## 출연
- 일대종사 곽원갑
- 엽문 리부트 2020 - 엽문 역
- 채리불
- 엽문 3 - 엽문 역
- 엽문 2 - 정위기 역
- 엽문 - 금산조의 불량배 패거리 역